# Sculptures de livres écossaises
Les sculptures de livres écossais sont des sculptures réalisées à partir de livres anciens, disséminés en différents lieux publics d'Écosse entre 2011 et 2016 par une sculptrice anonyme. Ces sculptures ont pour thèmes principaux des sujets relatifs à la littérature et la poésie écossaise. Ces sculptures mystérieuses ont fait couler beaucoup d'encre à travers le monde, notamment dans la presse anglophone.

## Sculptures réalisées
| Nom et description | Lieu                         | Date de découverte | Message | Notes |
| ------------------ | ---------------------------- | ------------------ | --- | --- |
| Poetree Un arbre   | Scottish Poetry Library (en) | 2 mars 2011        | « It started with your name @byleaveswelive and became a tree… …We know that a library is so much more than a building full of books…a book is so much more than pages full of words… This is for you in support of libraries, books, words, ideas… a gesture (poetic maybe?) » | « By Leaves We Live », une devise célèbre de Patrick Geddes, est le nom porté par le compte Twitter de la Scottish Poetry Library. L'expression joue sur les termes anglais homophones leaves (feuillage, feuilles) et to live (vivre) pour souligner l'importance vitale du végétal. |